# Free Love
A Free Love című dal a német Marusha 3. és egyben utolsó kimásolt kislemeze a No Hide No Run című stúdióalbumról. A dal nem volt túl sikeres, csupán hazájában került fel a slágerlistára, a 97. helyre.

## Megjelenések
CD Maxi-Single  Low Spirit Recordings – 74321 56735 2
1. Free Love 5:56
2. Rythmatic 5:36
3. Free Love  (Video Mix) 3:46